# Adam Jamal Craig
Adam Jamal Craig est un acteur américain, né le 3 septembre 1981.

## Filmographie

### Acteur

#### Cinéma
- 2006 : Lenexa, 1 Mile : Todd White
- 2011 : Time Out : Girard

#### Courts-métrages
- 2008 : The Time Machine: A Chad, Matt & Rob Interactive Adventure
- 2010 : Night of the Living Trekkies
- 2015 : The Power to Cure

#### Télévision

##### Séries télévisées
- 2006 : Newport Beach : Jack
- 2006-2008 : Heroes : Staffer / Wellner
- 2007 : Las Vegas : Martin, Guy at Door
- 2007 : Preuve à l'appui : Officer Hansel / UNI
- 2007 : See Jayne Run
- 2007-2009 : The Office : Rolando
- 2009-2010 : NCIS: Los Angeles : Dominic Vail
- 2013 : Armed Response : Marc Webber

##### Téléfilms
- 2009 : Washington Field : IT Dean Jameson
- 2016 : Giraffes : Ethan

### Producteur

#### Courts-métrages
- 2013 : Chocoholic
- 2014 : Juiced
- 2015 : Trans-R

### Ingénieur du son

#### Cinéma
- 2004 : C.S.A.: The Confederate States of America